# Gheorghe Ștefan (politician)

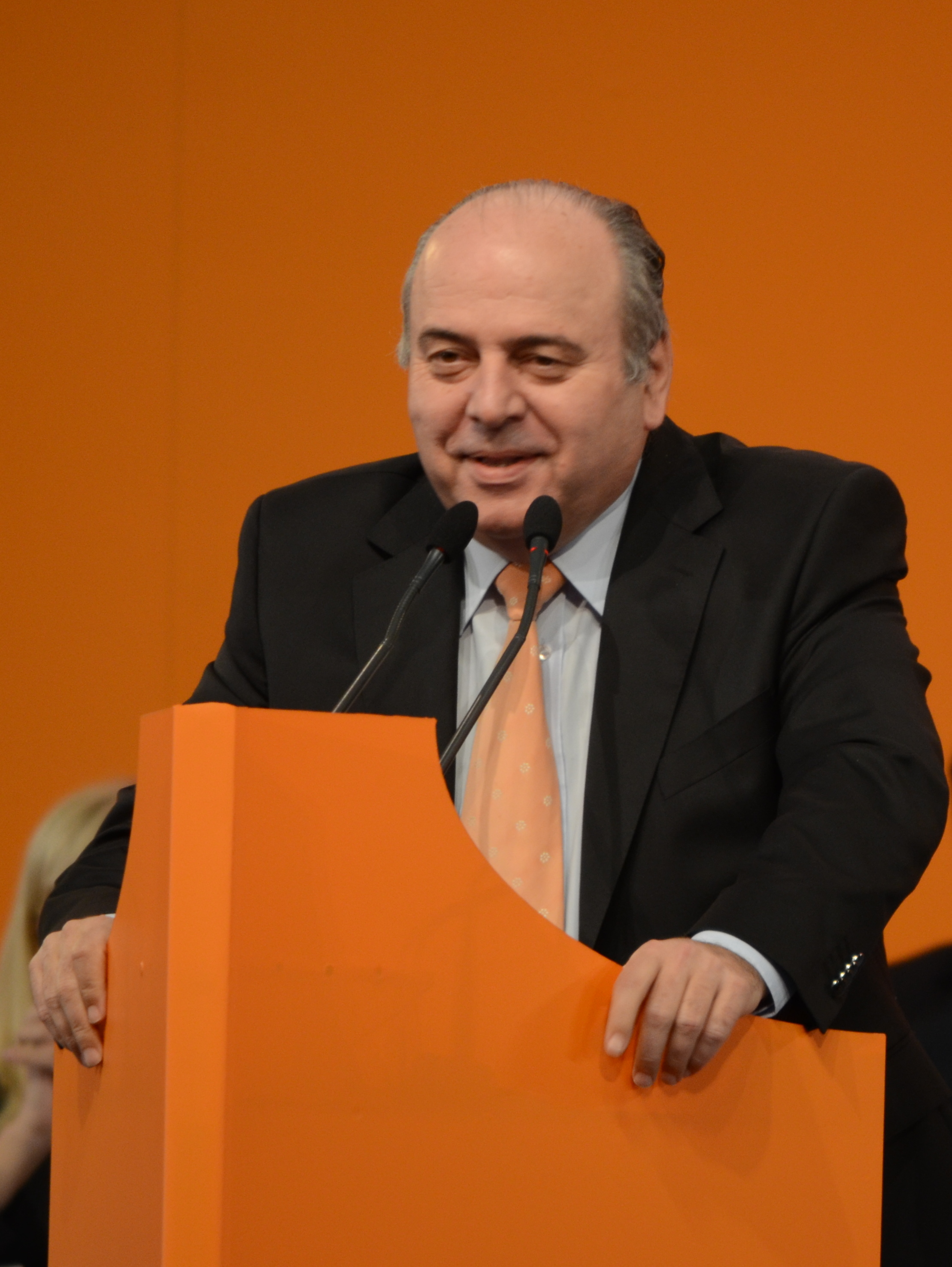
Gheorghe Ștefan, la Convenția națională PD-L (martie 2013)

Gheorghe Ștefan (n. 23 aprilie 1953, Piatra Neamț) este un om politic și de afaceri din România,cunoscut ca membru al PDL.
Este președintele de onoare al clubului sportiv Ceahlăul Piatra Neamț și fost primar al municipiului Piatra Neamț
începând cu anul 2004 până în anul 2014.
În 29 octombrie 2014, este arestat preventiv în dosarul „Microsoft” împreuna cu fostul ministru al comunicațiilor Gabriel Sandu,  și oamenii de afaceri Dorin Cocoș și Nicolae Dumitru, fiind acuzat de trafic de influență și spălare de bani. El a fost suspendat din functie si pana la urma a demisionat .Gheorghe Ștefan deține în Neamț, prin intermediul fiicei sale, o stație de televiziune și un post de radio: Unu TV și Radio Unu.
A fost poreclit „Pinalti” imediat după ce a devenit președinte al clubului sportiv Ceahlăul Piatra Neamț, din cauza accentului moldovenesc cu care solicită în permanență lovitură de pedeapsă pentru nemțeni, la orice fază mai controversată din careul advers.
În mai 2009, Gheorghe Ștefan și-a înregistrat porecla la OSIM.

## Condamnare penală
Fostul primar din Piatra Neamț, Gheorghe Ștefan, a fost condamnat la șase ani de închisoare cu executare în Dosarul „Microsoft” în 2016.
În 14 septembrie 2021 Gheorghe Ștefan este condamnat la 4 ani și 6 luni închisoare cu executare în dosarul Giga TV.  

## Controverse
La data de 25 aprilie 2017, DNA l-a trimis în judecată pe numitul Gheorghe Ștefan sub acuzația de trafic de influență. Acesta este suspectat că ar fi primit o sumă de bani pentru a susține interesele unei societăți comerciale în raport cu Agenția de Plăți pentru Dezvoltare Rurală și Pescuit.